# Maucomble
Maucomble – miejscowość i gmina we Francji, w regionie Normandia, w departamencie Sekwana Nadmorska.
Według danych na rok 1990 gminę zamieszkiwało 318 osób, a gęstość zaludnienia wynosiła 63 osoby/km² (wśród 1421 gmin Górnej Normandii Maucomble plasuje się na 596. miejscu pod względem liczby ludności, natomiast pod względem powierzchni na miejscu 687.).